# Cantone di Montluçon-Nord-Est
Il Cantone di Montluçon-Nord-Est era una divisione amministrativa dell'arrondissement di Montluçon.
Comprendeva parte della città di Montluçon e 2 comuni:
- Saint-Victor
- Vaux

A seguito della riforma approvata con decreto del 27 febbraio 2014, che ha avuto attuazione dopo le elezioni dipartimentali del 2015, è stato soppresso.